# Anomiopsyllus traubi
Anomiopsyllus traubi är en loppart som beskrevs av Barrera 1951. Anomiopsyllus traubi ingår i släktet Anomiopsyllus och familjen mullvadsloppor. Inga underarter finns listade i Catalogue of Life.